# Seznam nemških smučarjev
Seznam nemških smučarjev.

## A
- Marvin Ackermann
- Emma Aicher

## B
- Florian Beck
- Monika Bergmann-Schmuderer
- Armin Bittner
- Anja Blieninger
- Elisabeth Brandner
- Klaus Brandner

## C
- Fanny Chmelar
- Christl Cranz

## D
- Fritz Dopfer
- Patrizia Dorsch
- Thomas Dreßen
- Angela Drexl
- Katharina Dürr
- Lena Dürr

## E
- Michael Eder
- Maria Epple-Beck
- Irene Epple-Waigel
- Martina Ertl-Renz

## F
- Carolin Fernsebner
- Josef Ferstl
- Andrea Filser

## G
- Christina Geiger
- Annemarie Gerg
- Hilde Gerg
- Michaela Gerg-Leitner
- Anton Grammel
- Fabian Gratz

## H
- Traudl Hächer
- Alfred Hagn
- Jessica Hilzinger
- Fabian Himmelsbach
- Egon Hirt
- Katrin Hirtl-Stanggaßinger
- Simona Hoesl
- Maria Höfl-Riesch
- Kathrin Hölzl
- Sebastian Holzmann
- Veronique Hronek

## J
- Simon Jocher

## K
- Stephan Keppler
- David Ketterer
- Marina Kiehl
- Christa Kinshofer
- Stefan Kogler

## L
- Ludwig Leitner
- Anton Lindebner
- Lisa Marie Loipetsberger
- Stefan Luitz

## M
- Ann-Katrin Magg
- Luisa Mangold
- Christina Meier
- Adrian Meisen
- Bastian Meisen
- Evi Mittermaier
- Rosi Mittermaier

## N
- Christian Neureuther
- Felix Neureuther

## O
- Martina Ostler

## P
- Nina Perner
- Meike Pfister

## R
- Max Rauffer
- Julian Rauchfuss
- Viktoria Rebensburg
- Fabio Rinz
- Susanne Riesch
- Peter Roth

## S
- Andreas Sander
- Paulina Schlosser
- Alexander Schmid
- Manuel Schmid
- Philipp Schmid
- Marlene Schmotz
- Dominik Schwaiger
- Katja Seizinger
- Veronika Staber
- Stefan Stankalla
- Benedikt Staubitzer
- Gina Stechert
- Tobias Stechert
- Dominik Stehle
- Isabelle Stiepel
- Jonas Stockinger
- Linus Straßer
- Andreas Strodl

## T
- Hansjörg Tauscher
- Anton Tremmel

## V
- Michael Veith
- Alois Vogl
- Miriam Vogt

## W
- Marina Wallner
- Markus Wassmeier
- Kira Weidle-Winkelmann
- Susanne Weinbuchner
- Michaela Wenig
- Maren Wiesler
- Elisabeth Willibald
- Barbara Wirth
- Frank Wörndl

## Z
- Philipp Zepnik